# 副島民雄
副島 民雄（そえじま たみお、1902年5月20日 - 1975年7月10日）は、日本の哲学者、歌人。妻・百合子は太田秀穂の長女。

## 略歴
佐賀県出身。1927年東京帝国大学文学部哲学科卒。1962年「プラトンの後期における生成について」で京都大学文学博士。熊本大学教授、1963年九州大学文学部教授。1967年定年退官、お茶の水女子大学教授、日本ルーテル神学大学教授を務めた。古代ギリシア哲学専門で、『水甕』所属で短歌を詠んだ。

## 著書
- 『プラトン哲学序説』日本学術振興会 1955
- 『プラトン哲学研究 宇宙論を中心として』理想社 1965
- 『風吹く自然 歌集』水甕叢書 短歌新聞社 1969
- 『スフィンクスの謎』短歌新聞社 1970

### 翻訳
- 『アリストテレス全集 第9巻 心理学. 第2(各論)』河出書房 1948
- 『自然学小論集 気息について』、「アリストテレス全集 6」岩波書店 1968
- プラトン『ソクラテスの弁明・クリトン・パイドン』講談社文庫 1972
- 『正しさについて・徳について・デモドコス・シシュポス』、「プラトン全集15」岩波書店 1987
- 『色について・聞こえるものについて 植物について』、「アリストテレス全集 10」岩波書店 1988